# Erdős-Moser-Gleichung
Die Erdős-Moser-Gleichung aus der Zahlentheorie ähnelt der Fermat-Gleichung und lautet
{\displaystyle 1^{n}+2^{n}+\cdots +(m-1)^{n}=m^{n}}
mit {\displaystyle m\in \mathbb {N} }, {\displaystyle m\geq 2} und {\displaystyle n\in \mathbb {N} _{0}}.
Für {\displaystyle n=0} ist die einzige Lösung {\displaystyle m=2} und für {\displaystyle n=1} ist die einzige Lösung {\displaystyle m=3}. Weitere Lösungen sind nicht bekannt.

## Die Vermutung
Der Mathematiker Paul Erdős vermutete, dass für die Gleichung keine weiteren Lösungen als die beiden oben angegebenen existieren.

## Der Falln=0
Für {\displaystyle n=0} sieht die Gleichung folgendermaßen aus:
{\displaystyle 1^{0}+2^{0}+\cdots +(m-1)^{0}=m^{0}}
Wegen {\displaystyle a^{0}=1} für alle reellen {\displaystyle a\in \mathbb {R} } kann man die linke Seite dieser Gleichung wie folgt umformen:
{\displaystyle 1^{0}+2^{0}+\cdots +(m-1)^{0}=1+1+\cdots +1=m-1}
Die rechte Seite der Gleichung ergibt
{\displaystyle m^{0}=1} für alle reellen {\displaystyle m\in \mathbb {R} }
Setzt man nun die linke und die rechte Seite zusammen, erhält man die Gleichung {\displaystyle m-1=1}. Somit ist die einzige Lösung für diesen Fall {\displaystyle m=2} und man erhält die folgende triviale Lösung der Erdős-Moser-Gleichung für {\displaystyle n=0}:
{\displaystyle 1^{0}=2^{0}}

## Der Falln=1
Für {\displaystyle n=1} sieht die Gleichung folgendermaßen aus:
{\displaystyle 1^{1}+2^{1}+\cdots +(m-1)^{1}=m^{1}}
Die Gaußsche Summenformel besagt
{\displaystyle 1+2+\cdots +(m-1)={\frac {(m-1)\cdot m}{2}}={\frac {m^{2}-m}{2}}}.
Damit ergibt sich:
{\displaystyle {\frac {m^{2}-m}{2}}=m}
Diese Gleichung führt auf die quadratische Gleichung {\displaystyle m^{2}-m=2m} oder umgeformt:
{\displaystyle m^{2}-3m=0}
Die einzigen Lösungen dieser Gleichung sind {\displaystyle m=0} und {\displaystyle m=3}. Wegen {\displaystyle m\geq 2} bleibt nur die zweite Lösung {\displaystyle m=3} übrig und man erhält die folgende triviale Lösung der Erdős-Moser-Gleichung für {\displaystyle n=1}:
{\displaystyle 1^{1}+2^{1}=3^{1}}

## Lösungsbedingungen fürn≥2
Im Jahr 1953 zeigte der Mathematiker Leo Moser, dass im Fall {\displaystyle n\geq 2} für eine Lösung der Gleichung {\displaystyle m>10^{10^{6}}} gelten muss. Er benutzte dazu Methoden der analytischen Zahlentheorie und kam ohne größere arithmetische Rechnungen aus. Durch massiven Rechnereinsatz konnten im Jahr 1999 bestimmte Zahlen genau berechnet werden, die Moser in seinem Beweis nur grob abgeschätzt hatte. Damit verbesserte sich die Schranke auf {\displaystyle m>1{,}485\cdot 10^{9321155}}, dann im Jahr 2011 auf {\displaystyle m>10^{10^{9}}}. Ein paar Ergebnisse seien hier in mathematischer Form erwähnt:
Sei {\displaystyle 1^{n}+2^{n}+\cdots +(m-1)^{n}=m^{n}\quad } mit {\displaystyle \quad m,n\in \mathbb {N} ,\ m\geq 2,\ n\geq 2}.

Dann gilt:
- {\displaystyle m>10^{1.000.000}}

Diese Aussage konnte Leo Moser im Jahr 1953 beweisen.
- {\displaystyle m>1{,}485\cdot 10^{9.321.155}} (eine Verbesserung der vorherigen Aussage)

Diese Aussage wurde im Jahr 1999 bewiesen.
- {\displaystyle m>2{,}7139\cdot 10^{1.667.658.416}} (eine weitere Verbesserung der vorherigen Aussage)

Diese Aussage wurde im Jahr 2010 bewiesen.
- 2 ist ein Teiler von {\displaystyle n} (das heißt, {\displaystyle n} ist eine gerade Zahl)

Diese Aussage konnte Leo Moser im Jahr 1953 beweisen.
- {\displaystyle m\equiv 0{\pmod {4}}\quad } oder {\displaystyle \quad m\equiv 3{\pmod {4}}}

Beweis: (nach )
Die Potenz einer geraden Zahl ist immer eine gerade Zahl (es ist also immer {\displaystyle m^{n}\equiv 0{\pmod {2}}} für gerade {\displaystyle m} und {\displaystyle n\in \mathbb {N} }).
Die Potenz einer ungeraden Zahl ist immer eine ungerade Zahl (es ist also immer {\displaystyle m^{n}\equiv 1{\pmod {2}}} für ungerade {\displaystyle m} und {\displaystyle n\in \mathbb {N} }).
Man betrachte die linke bzw. die rechte Seite der Erdős-Moser-Gleichung modulo 2:
| {\displaystyle m}                                        | 2                             | 3                                             | 4                                                     | 5                                                             | 6 | 7 | 8 | 9 | 10 | 11 | 12 | 13 | … |
| -------------------------------------------------------- | ----------------------------- | --------------------------------------------- | ----------------------------------------------------- | ------------------------------------------------------------- | - | - | - | - | -- | -- | -- | -- | - |
| {\displaystyle 1^{n}+2^{n}+\cdots +(m-1)^{n}{\pmod {2}}} | {\displaystyle 1^{n}\equiv 1} | {\displaystyle 1^{n}+2^{n}\equiv 1+0\equiv 1} | {\displaystyle 1^{n}+2^{n}+3^{n}\equiv 1+0+1\equiv 0} | {\displaystyle 1^{n}+2^{n}+3^{n}+4^{n}\equiv 1+0+1+0\equiv 0} | 1 | 1 | 0 | 0 | 1  | 1  | 0  | 0  | … |
| {\displaystyle m^{n}{\pmod {2}}}                         | {\displaystyle 2^{n}\equiv 0} | {\displaystyle 3^{n}\equiv 1}                 | {\displaystyle 4^{n}\equiv 0}                         | {\displaystyle 5^{n}\equiv 1}                                 | 0 | 1 | 0 | 1 | 0  | 1  | 0  | 1  | … |
Man kann erkennen, dass die linke Seite und die rechte Seite modulo 2 immer gleich ist, wenn {\displaystyle m=4,8,12,16,\ldots } oder {\displaystyle m=3,7,11,15,\ldots } ist, wenn also {\displaystyle m} bei Division durch {\displaystyle 4} immer den Rest {\displaystyle 0} oder {\displaystyle 3} ergibt.
In Modulo-Schreibweise bedeutet das, dass {\displaystyle m\equiv 0{\pmod {4}}} oder {\displaystyle m\equiv 3{\pmod {4}}} sein muss, was zu beweisen war. {\displaystyle \Box }
- Für jedes {\displaystyle n} gibt es höchstens eine Lösung {\displaystyle m}. Diese Lösung liegt in einem von {\displaystyle n} abhängigen Intervall, nämlich zwischen {\displaystyle C_{n}} und {\displaystyle C_{n}+1} mit {\displaystyle C_{n}={\frac {2^{\frac {1}{n}}}{2^{\frac {1}{n}}-1}}}. Mathematisch geschrieben bedeutet das:

Für jedes {\displaystyle n} gibt es höchstens ein {\displaystyle m\in \left[{\frac {2^{\frac {1}{n}}}{2^{\frac {1}{n}}-1}},\ {\frac {2^{\frac {1}{n}}}{2^{\frac {1}{n}}-1}}+1\right]}
Diese Aussage konnte von J. van de Lune, M. R. Best und H. J. J. te Riele in den Jahren 1975 und 1976 nachgewiesen werden.
Beispiel 1:
Für {\displaystyle n=2} muss somit {\displaystyle m\in [3,41;4,41]} sein, es ist also {\displaystyle m=4}. Leider ist aber
{\displaystyle 1^{2}+2^{2}+3^{2}=14\not =16=4^{2}}
Beispiel 2:
Für {\displaystyle n=5} muss somit {\displaystyle m\in [7,72;8,72]} sein, es ist also {\displaystyle m=8}. Leider ist aber
{\displaystyle 1^{5}+2^{5}+3^{5}+4^{5}+5^{5}+6^{5}+7^{5}=29008\not =32768=8^{5}}
- Alle Primzahlen, welche kleiner als 1000 sind, müssen Teiler von {\displaystyle n} sein. Genauer: {\displaystyle M} ist ein Teiler von {\displaystyle n} mit

{\displaystyle M=2^{3}\cdot \prod _{p=3}^{997}p\ \approx \ 7{,}8361\cdot 10^{415}}
Diese Aussage konnte Bernd Christian Kellner in seiner Diplomarbeit im Jahr 2002 beweisen.
Es gibt noch viele weitere Eigenschaften, die für {\displaystyle m} und {\displaystyle n} gelten müssen. Laut Kellner erscheint es aufgrund der zahlreichen und verschiedenen Bedingungen an {\displaystyle m} und {\displaystyle n} sehr unwahrscheinlich, dass es eine nicht triviale Lösung der Erdős-Moser-Gleichung gibt. Gäbe es eine Lösung, so wäre es eine „Monsterlösung mit vielen merkwürdigen Eigenschaften“.

## Verallgemeinerung
- Die verallgemeinerte Erdős-Moser-Gleichung, aufgestellt im Jahr 1966, lautet

{\displaystyle 1^{n}+2^{n}+\cdots +(m-1)^{n}=a\cdot m^{n}\qquad } mit {\displaystyle a,n,m\in \mathbb {N} }, {\displaystyle a\geq 1}, {\displaystyle n\geq 2} und {\displaystyle m\geq 2}
Es wird vermutet, dass sie keine ganzzahligen Lösungen hat. Mit {\displaystyle a=1} erhalten wir die Erdős-Moser-Gleichung.
Diese Gleichung hat keine Lösungen für {\displaystyle n\geq 2}, wenn {\displaystyle m<max(10^{9\cdot 10^{6}},a\cdot 10^{28})} ist. Es wird daran gearbeitet, die Grenze auf {\displaystyle 10^{10^{7}}} anzuheben.
- Die Kellner-Erdős-Moser-Gleichung, aufgestellt im Jahr 2011, lautet

{\displaystyle a\cdot \left(1^{n}+2^{n}+\cdots +(m-1)^{n}\right)=m^{n}\qquad } mit {\displaystyle a,n,m\in \mathbb {N} }, {\displaystyle a\geq 1} und {\displaystyle m\geq 4}
Es wird ebenfalls vermutet, dass sie keine ganzzahligen Lösungen hat. Mit {\displaystyle a=1} erhalten wir die Erdős-Moser-Gleichung.
Ist {\displaystyle m=2} erlaubt, so gibt es genau eine triviale Lösung, nämlich für {\displaystyle a=2}, {\displaystyle n=1}, {\displaystyle m=2}:
{\displaystyle 2\cdot (1^{1})=2^{1}}
Ist {\displaystyle m=3} erlaubt, so gibt es genau zwei triviale Lösungen, nämlich für {\displaystyle a=1}, {\displaystyle n=1}, {\displaystyle m=3}:
{\displaystyle 1\cdot (1^{1}+2^{1})=3^{1}}
und für {\displaystyle a=3}, {\displaystyle n=3}, {\displaystyle m=3}:
{\displaystyle 3\cdot (1^{3}+2^{3})=3^{3}}
Um diese drei Triviallösungen auszuschließen, wird {\displaystyle m\geq 4} verlangt.